# Hunger (sång av Molly Hammar)
Hunger är en låt av svenska sångerskan Molly Hammar. Låten skrev Hammar själv tillsammans med Anton Hård af Segerstad, Joy Deb, Linnea Deb och Lisa Desmond. Den deltog i Melodifestivalen 2016, och kvalificerade sig till Andra chansen från den andra semifinalen. Låten gick inte vidare därifrån.